# روبن سميث
روبن سميث (بالإنجليزية: Robin Smith)‏ (13 سبتمبر 1963 في جنوب أفريقيا - ) هو لاعب كريكت جنوب أفريقي. شارك مع منتخب إنجلترا للكريكت. أما مع النوادي، فقد لعب مع نادي مقاطعة هامبشاير للكريكت ‏ ونادي مارليبون للكريكت ‏ وفريق كوازولو ناتال للكريكت ‏.

## وصلات خارجية
- روبن سميث على موقع إي آس بي آن كريك إنفو (الإنجليزية)